# Solanum vespertilio
Solanum vespertilio är en potatisväxtart som beskrevs av William Aiton. Solanum vespertilio ingår i släktet skattor som ingår i familjen potatisväxter. Inga underarter finns listade i Catalogue of Life.

## Bildgalleri

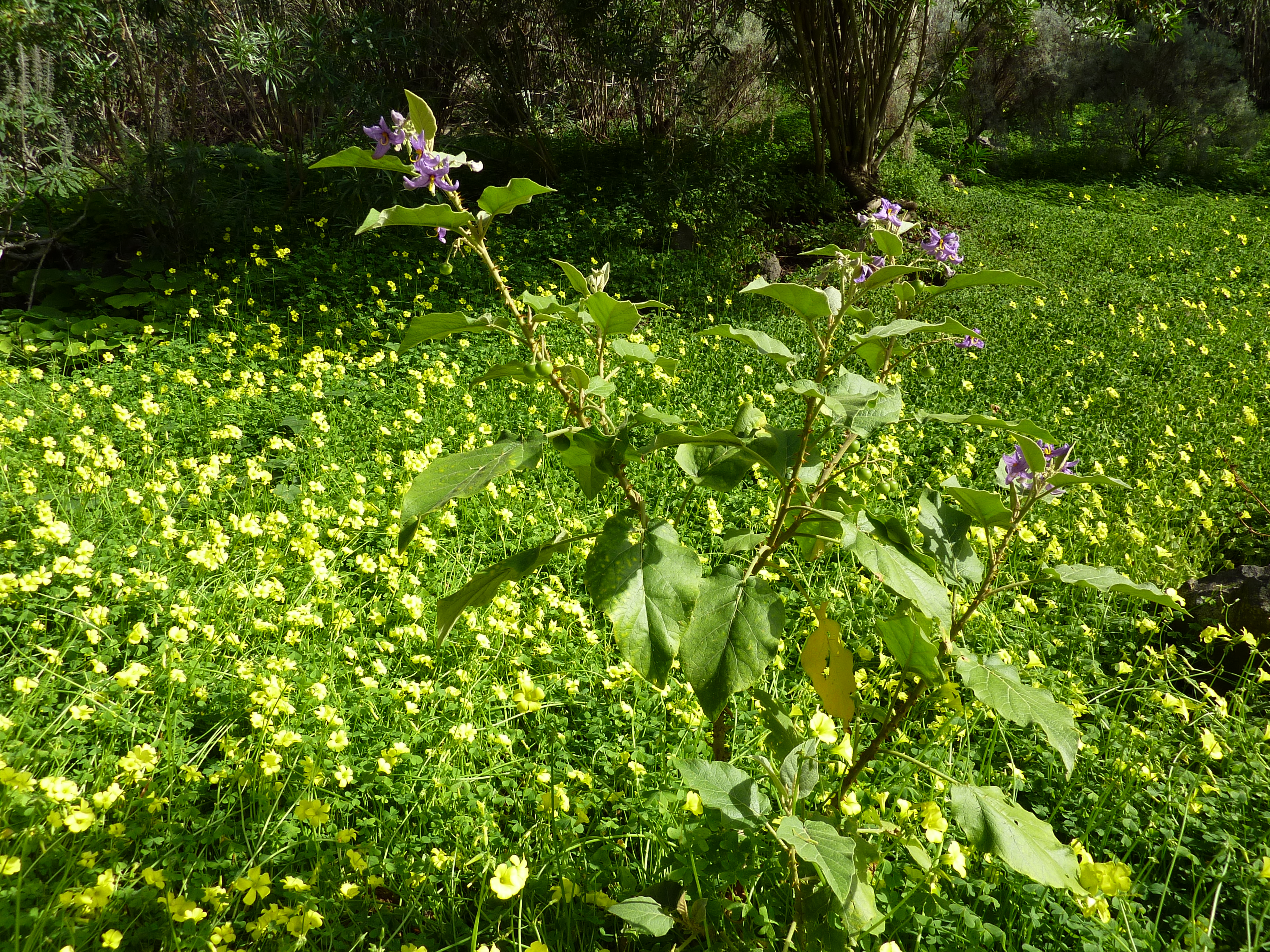
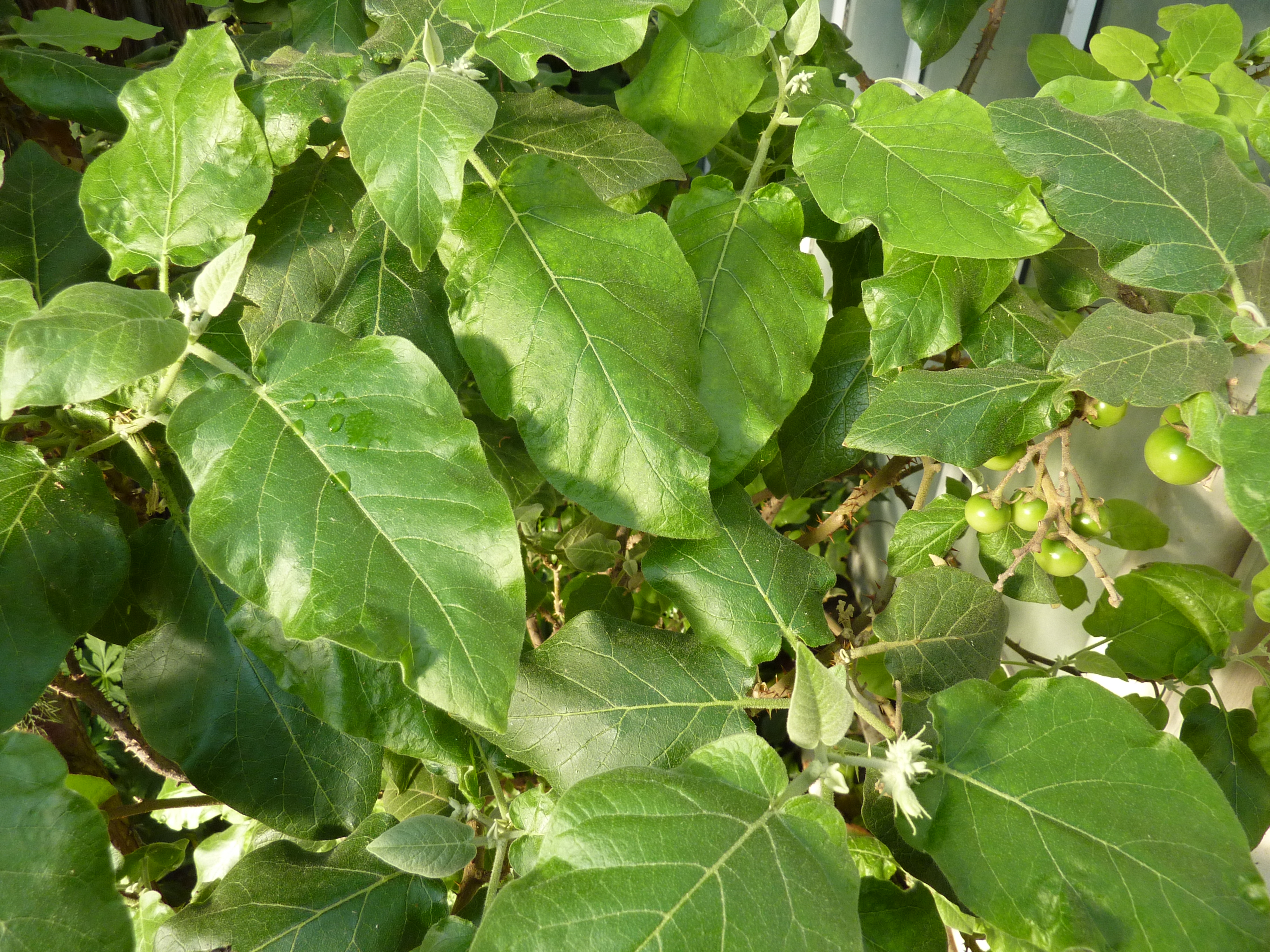